# 幸福的旁边 (专辑)
《幸福的旁边》是中国大陆流行摇滚乐队花儿乐队的首张专辑，由京文唱片于1999年1月18日发行，因為专辑发行时乐队3位成员的平均年龄未满18岁，被称为“中国第一支未成年乐队”，所以专辑一经发行就引起关注，是1999年中國摇滚类专辑销量最高的专辑之一，正版销量为15万张。台湾版《放学啦》由滚石唱片旗下的魔岩唱片于1999年12月16日发行。

## 制作
1998年2月，当时14岁的大张伟、15岁的王文博以及19岁的郭阳组成的花儿乐队在北京的一家酒吧里演出，被新蜂音乐的老板红枫发掘。1998年9月新蜂音乐正式成立，花儿乐队与新蜂音乐正式签约，并开始了《幸福的旁边》的录音制作。由于当时三位成员都正在上学，所以都选择在双休日进行录音工作，前后共用了17个双休日完成录音，而后期混音则用了七十个小时完成。 专辑名的由来是大张伟的创意，他的同桌交了新的女朋友，整天说自己特别“幸福”，而大张伟就坐在他的“旁边”，所以取名《幸福的旁边》。

## 发行
1999年1月18日，《幸福的旁边》正式发行，正版销量15万张，前后也出现了多种盗版CD和磁带，音乐内行人士估计这些盗版CD和磁带的销量已经超过百万。
同年12月16日，《幸福的旁边》的台湾版《放学啦》由魔岩唱片发行，花儿乐队因此引起臺湾乃至海外媒体关注，美国《华尔街日报》以及有线电视新闻网对乐队进行了专题报道。

## 曲目
| CD 1 | CD 1               | CD 1 |
| 曲序 | 曲目               | 时长 |
| ---- | ------------------ | ---- |
| 1.   | 轰隆隆             | 2:04 |
| 2.   | 花                 | 3:28 |
| 3.   | 四季歌             | 2:31 |
| 4.   | 向我开炮           | 1:54 |
| 5.   | 静止               | 3:15 |
| 6.   | 破灭               | 2:19 |
| 7.   | 起飞               | 3:45 |
| 8.   | 幸福的旁边         | 3:22 |
| 9.   | 稻草上的火鸡       | 2:38 |
| 10.  | 结果               | 3:47 |
| 11.  | 别骗我             | 2:26 |
| 12.  | 融化               | 3:14 |
| 13.  | 没辙               | 2:22 |
| 14.  | 花（木吉他版）     | 3:42 |
| 15.  | 放学啦             | 2:24 |
| 16.  | 歌唱（CD附送歌曲） | 2:24 |

| CD 2（B面） | CD 2（B面）            | CD 2（B面） |
| 曲序        | 曲目                   | 时长        |
| ----------- | ---------------------- | ----------- |
| 1.          | 欲望                   | 3:46        |
| 2.          | 尘埃                   | 4:16        |
| 3.          | 十万个为什么           | 1:46        |
| 4.          | 我相信谁（同期录音）   | 3:26        |
| 5.          | 稻草上的火鸡（重混音） | 6:56        |
| 6.          | 放学啦（重混音）       | 6:56        |
| 7.          | 花（伴奏）             | 3:46        |
| 8.          | 静止（伴奏）           | 3:16        |

| 《放学啦》曲目 | 《放学啦》曲目 | 《放学啦》曲目 |
| 曲序           | 曲目           | 时长           |
| -------------- | -------------- | -------------- |
| 1.             | 轰隆隆         | 2:04           |
| 2.             | 花             | 3:28           |
| 3.             | 四季歌         | 2:31           |
| 4.             | 向我开炮       | 1:54           |
| 5.             | 静止           | 3:15           |
| 6.             | 消灭           | 2:19           |
| 7.             | 稻草上的火鸡   | 2:39           |
| 8.             | 结果           | 3:46           |
| 9.             | 融化           | 3:15           |
| 10.            | 没辙           | 2:21           |
| 11.            | 儿童团歌       | 2:10           |
| 12.            | 放学啦         | 2:36           |
| 13.            | 花（木吉他版） | 3:42           |

## 制作人员
| 花儿乐队 - 大张伟 – 主唱、吉他、和音 - 郭阳 – 贝司 - 王文博 – 鼓、和音 | 辅助乐手 - 刘恩 – 电吉他（《起飞》） - 肖楠 – 手风琴（《花》木吉他版） - 赵雨 – 伴唱（《静止》） - 红枫、刘一宁 – 和音 |

| 录制人员 - 刘一宁 – 录音师、混音师（CD 2） - 李军 – 混音师（CD 1） - 老哥 – 母带处理 - 红枫 - 制作人 - 彤宇 - 监制 - 刘恩、苏阳、马猴 - 编曲顾问 - 张亚东 - 制作顾问 - 何飙 - 录音顾问 | 录/混音室 - 红星奋斗棚 - 录音室 - 正大CIM - 混音室 |

## 奖项与提名
2000年，花儿乐队凭借《放学啦》入围第11届金曲奖“最佳演唱組合獎”，同年凭借《幸福的旁边》获得 第二届CCTV-MTV音乐盛典“内地年度最佳乐队”。
| 奖项                                     | 提名     | 结果 |
| ---------------------------------------- | -------- | ---- |
| 第11届金曲奖“最佳演唱組合獎”             | 花儿乐队 | 提名 |
| 第二届CCTV-MTV音乐盛典“内地年度最佳乐队” | 花儿乐队 | 獲獎 |

## 现场演唱
2009年11月14日，花儿乐队于北京工人体育馆举行了“花样十年”告别演唱会，在一段表演中，乐队重新演唱了收录于合辑《中国火 叁》中的单曲《放学啦》，这首歌也是花儿乐队的第一首歌，之后也收录在《幸福的旁边》中，但与收录于《中国火 叁》中的版本编曲不同。之后还演唱了专辑《幸福的旁边》中的歌曲《结果》、《静止》、《花儿》，在演唱《花儿》时，主唱大张伟突然留下眼泪。
2011年5月1日，花儿乐队在滚石唱片的“滚石三十周年”北京鸟巢演唱会上“临时合体”，这是自2009年6月乐队宣布解散后，四位成员时隔两年再聚首共同演出。在这场演唱会上，花儿乐队演唱了收录于这张专辑中的歌曲《放学啦》、《静止》、《破灭》。
2016年11月19日，大张伟在“人间精品起来嗨”北京工人体育馆个人演唱会上演唱了收录于这张专辑中的歌曲《花》、《破灭》、《向我开炮》。
2016年12月25日，大张伟在“人间精品起来嗨”北京工人体育馆个人演唱会上演唱了收录于这张专辑中的歌曲remix版《静止》、原版《花》、《破灭》、《向我开炮》。

## 翻唱
《消灭》
- 莫文蔚

1999年4月，滚石唱片旗下的魔岩唱片获得花儿乐队的海外发行权之后，为了替《放学啦》在台湾发行造势，滚石唱片旗下的女歌手莫文蔚翻唱了《幸福的旁边》收录的歌曲《破灭》，收录于她的专辑《你可以》，歌曲名改名为《消灭》，是这张专辑的主打歌。
- 徐佳莹

《静止》
- 杨乃文

1999年9月，同样也是为了替《放学啦》在台湾发行造势，魔岩唱片旗下的女歌手杨乃文翻唱了《静止》，收录于她的专辑《silence》，也是作为这张专辑的主打歌。
- 苏打绿

主唱吴青峰于周日狂热夜翻唱这首歌。
- 陈嘉桦
- 徐佳莹
- 张芸京
- MC HotDog
- 萧敬腾